# Batalha de Ascalão
A batalha de Ascalão ocorreu durante a 12 de Agosto de 1099. Considerada a última batalha da Primeira Cruzada, opôs os cruzados ao Califado Fatímida.

## Antecedentes
Durante a marcha da cruzada até Jerusalém, o Califado Fatímida tinha tentado acordar uma paz com os cristãos para estes não atacarem a Cidade Santa, mostrando-se dispostos a ceder o controle da Síria, parcialmente nas mãos dos turcos seljúcidas, mas não da Palestina. No entanto, os peregrinos recusaram - o objectivo da Primeira Cruzada era libertar os lugares santos do domínio muçulmano. Jerusalém foi submetida a um cerco, durante o qual tiveram notícias da aproximação de um exército inimigo do Egito.

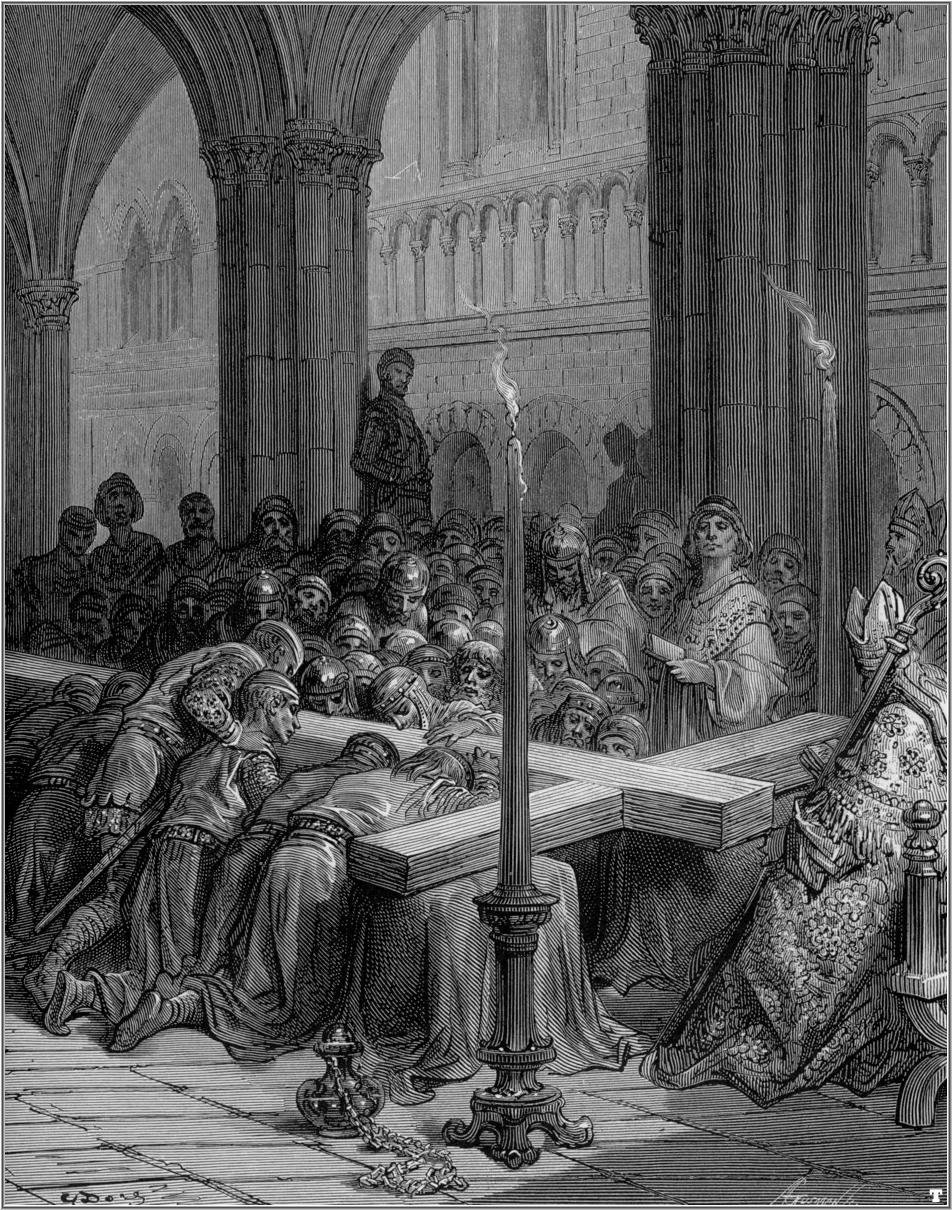
A descoberta da Vera Cruz (ilustração de Gustave Doré, 1832-1883)

Logo após a conquista da cidade a 15 de Julho de 1099, os cruzados agiram rapidamente: Godofredo de Bulhão foi eleito Protector do Santo Sepulcro a 22 de Julho; Arnulfo de Chocques tornou-se patriarca latino de Jerusalém a 1 de Agosto e quatro dias depois descobriu a relíquia da Vera Cruz, na qual se acreditava que Cristo teria sido crucificado.
O Califado Fatímida enviou uma embaixada com a missão de ordenar que os cristãos abandonassem a Cidade Santa. A 10 de Agosto, a resposta foi a saída de Godofredo com um exército cruzado em direcção a Ascalão, a um dia de marcha de Jerusalém. Entretanto, Pedro o Eremita liderou o clero latino e ortodoxo grego em orações e em uma procissão, do Santo Sepulcro ao Templo de Jerusalém.
Roberto II da Flandres e Arnulfo acompanharam o duque da Lorena, mas Raimundo IV de Toulouse e Roberto II da Normandia não, talvez devido a um desentendimento com Godofredo ou porque preferiam aguardar notícias dos seus próprios batedores. Mas quando foi confirmada a presença do exército egípcio, também avançaram no dia seguinte.
Ao chegar a Ramla, o exército cruzado encontrou-se com Tancredo de Altavila e Eustácio III de Bolonha, o irmão de Godofredo que no início do mês tinha feito uma sortida para tomar Nablus. As relíquias acompanharam os seus fiéis: na vanguarda, Arnulfo levava a cruz; Raimundo de Aguilers era o portador da Santa Lança, descoberta no cerco de Antioquia.

## Batalha
Os fatímidas eram liderados pelo vizir Alfadle Xainxá, que comandava talvez até 50 000 homens (diferentes estimativas variam de 20 000–30 000 até ao exagero dos 200 000 da Gesta Francorum). Com o seu exército de turcos seljúcidas, árabes, persas, arménios, curdos e etíopes, pretendia cercar os ocidentais em Jerusalém, apesar de não ter trazido engenhos de cerco; no entanto, possuía uma frota que se reunira no porto de Ascalão.

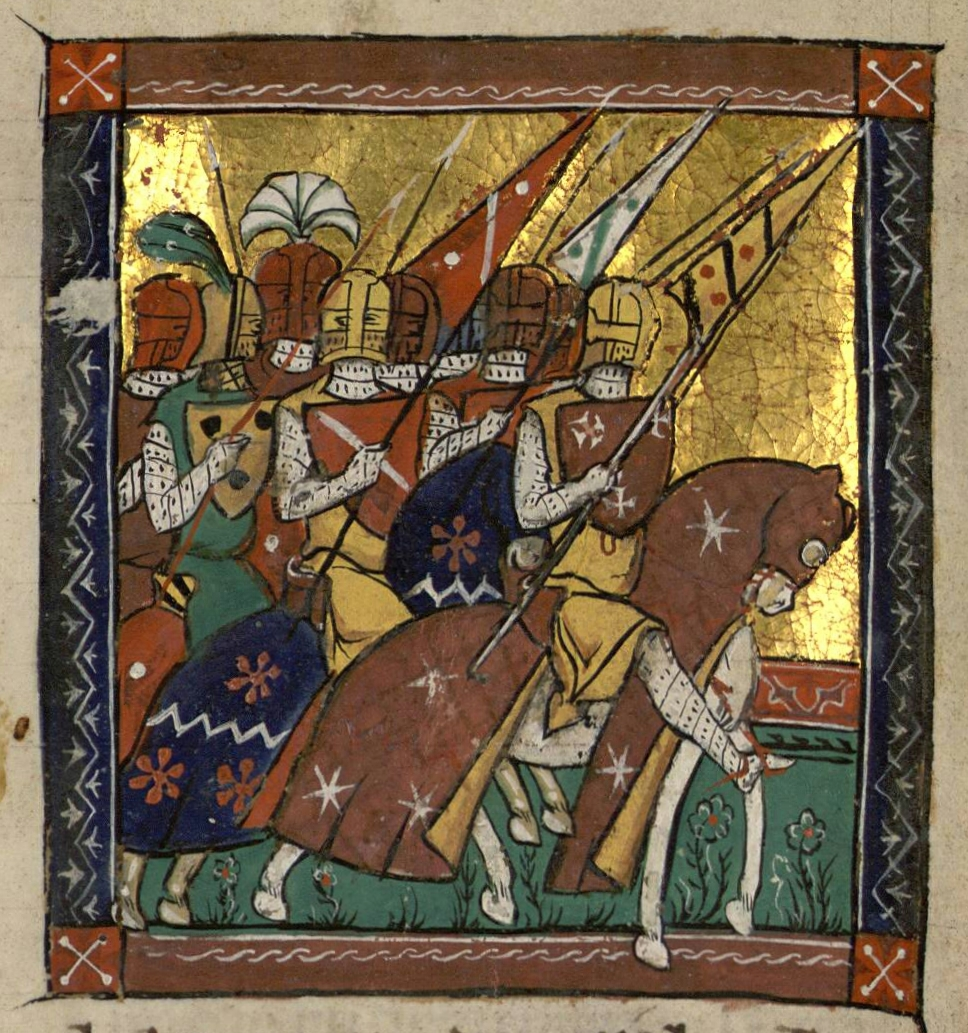
Godofredo de Bulhão a liderar o exército da Primeira Cruzada (iluminura do século XIII

Desconhece-se o número exacto dos cruzados, mas o cronista Raimundo de Aguilers refere 1 200 cavaleiros e 9 000 soldados de infantaria. A mais alta estimativa de 20 000 homens parece impossível a esta altura da cruzada.
Alfedal acampou na planície de Majedal em um vale nos arredores de Ascalão, preparando-se para continuar até Jerusalém, aparentemente desconhecedor de que o inimigo já vinha ao seu encontro. A 11 de Agosto os cruzados encontraram bois, ovelhas, camelos e cabras nos arredores da cidade, que serviriam para alimentar o campo muçulmano.
Segundo prisioneiros feitos por Tancredo de Altavila em uma escaramuça nas proximidades de Ramla, os animais tinham sido colocados no local para encorajar os cruzados a dispersar e pilhar as terras, tornando-os em presas mais fáceis para um ataque fatímida. No entanto, Alfedal ainda não sabia que os seus inimigos estavam na área, e aparentemente não estava à espera de os encontrar aqui. Os cristãos reuniram os animais e, devido à área de terreno que estes cobriam, na manhã seguinte o seu exército parecia ser muito mais numeroso.
Na manhã do dia 12, os batedores cruzados relataram a localização do campo fatímida e o exército marchou na sua direcção, organizado em nove divisões: Godofredo de Bulhão liderou a ala esquerda e Raimundo IV de Toulouse a direita; Tancredo, Eustácio III de Bolonha, Roberto II da Normandia e Gastão IV de Béarn formavam o centro; estes ainda se dividiram em duas forças, e uma divisão de soldados de infantaria marchava à frente de cada uma delas. À saída de Ascalão, o centro do exército posicionou-se entre as portas de Jerusalém e de Jafa, a ala direita alinhou-se com a costa do Mediterrâneo, e a esquerda voltou-se para a porta de Jafa.

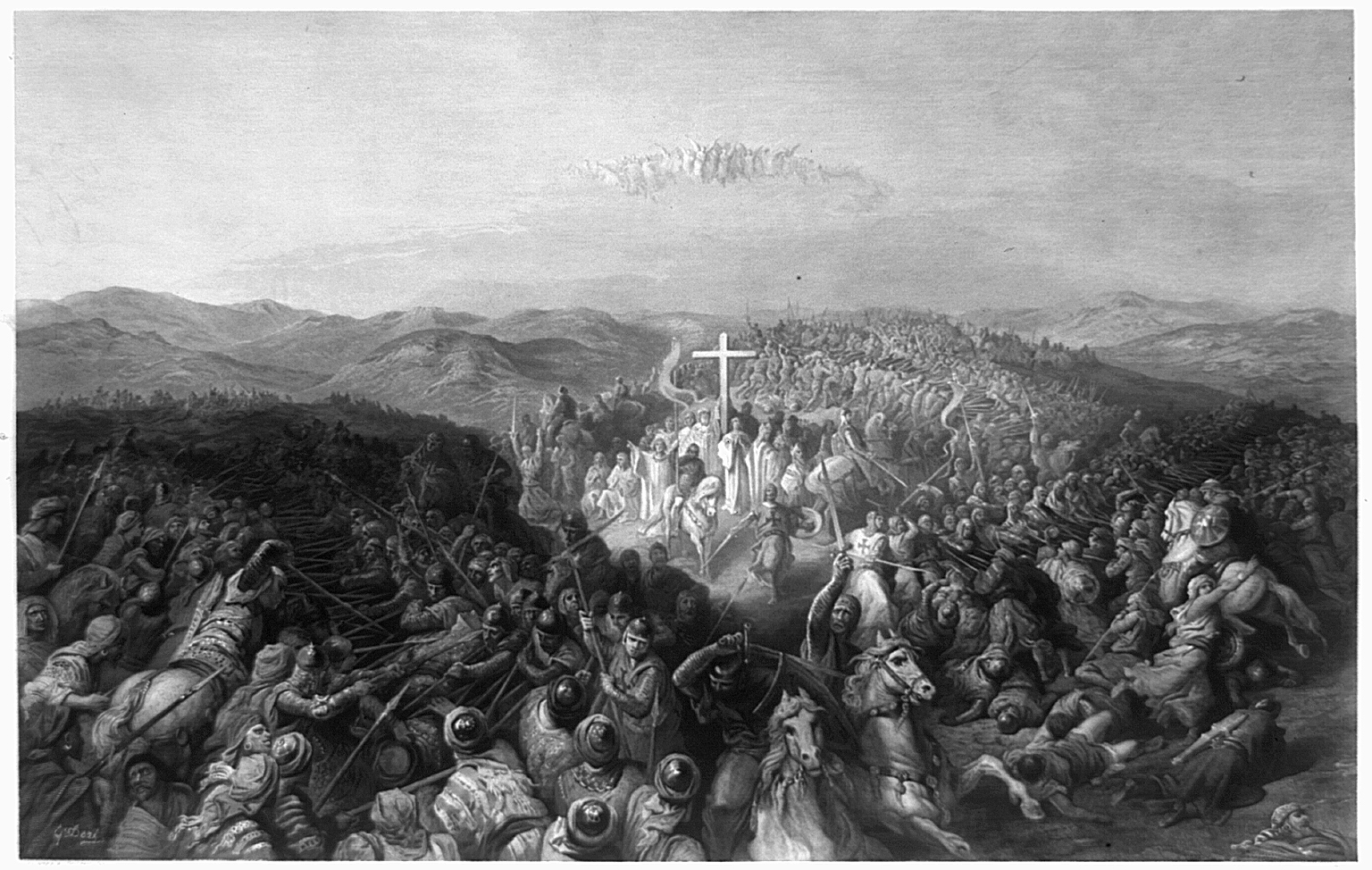
Gravura da batalha de Ascalão por C.W. Sharpe (1881)

Segundo a maioria dos relatos, tanto cruzados como muçulmanos, os fatímidas foram apanhados desprevenidos e a batalha foi curta, apesar de Alberto de Aquisgrão ter escrito que esta demorou algum tempo, contra um inimigo bem preparado. As duas principais linhas da batalha atingiram-se com flechas até se aproximarem o suficiente para lutarem corpo-a-corpo com lanças. Os etíopes atacaram o centro da linha cruzada, enquanto a vanguarda fatímida conseguiu flanquear os cristãos e cercar a sua retaguarda, até Godofredo chegar para a ajudar.
Apesar da superioridade numérica, este exército não era tão forte ou perigoso como os dos seljúcidas que os ocidentais tinham encontrado previamente na cruzada. A batalha terá acabado antes da cavalaria pesada muçulmana estar sequer preparada para entrar em acção.
Al-Afdal e as suas tropas em pânico retiraram para a segurança da cidade bem fortificada; Raimundo de Toulouse perseguiu alguns inimigos até ao mar, outros subiram a árvores para fugir e foram mortos com flechas, outros ainda foram esmagados na retirada para os portões de Ascalão. O vizir abandonou o seu campo e os seus pertences foram tomados por Roberto e Tancredo.

## Consequências

Mapa dos estados cruzados no Levante entre a Primeira e a Segunda Cruzada

Os cruzados passaram a noite no campo abandonado, preparando-se para outro ataque, mas de manhã souberam que os fatímidas estavam a retirar para o Egito, Alfedal viajando por mar. Assim, levando o saque que podiam, que incluía o estandarte e a tenda pessoal do vizir, os ocidentais queimaram o acampamento e voltaram a Jerusalém a 13 de Agosto.
Tanto Godofredo de Bulhão como Raimundo IV de Toulouse reclamaram a posse de Ascalão, mas quando a guarnição da cidade teve notícias da disputa recusou-se a render-se. Após esta batalha, a maioria dos cruzados, entre os quais Roberto da Flandres e Roberto da Normandia, considerou os seus votos cumpridos e voltou para a Europa. Segundo Fulquério de Chartres, apenas algumas centenas de cavaleiros permaneceram no reino recém-formado.
Ascalão permaneceu sob o controlo fatímida e, com a sua guarnição foi reforçada, tornar-se-ia na base de operações para frequentes invasões ao recém-formado Reino Latino de Jerusalém. Nesta cidade seriam travadas numerosas batalhas nos anos seguintes, até que em 1153 o rei Balduíno III de Jerusalém conseguiria completar a conquista.